# Biomagnificació
La Biomagnificació, també coneguda com a bioamplificació o magnificació biològica, és l'increment de la concentració química d'una substància, com pot ser el plaguicida DDT, que ocorre dins la cadena alimentària a conseqüència de:
- La presistència (no es pot degradar per processos del medi ambient)
- La bioenergètica de la cadena alimentària
- La taxa baixa o inexistent de degradació interna o excreció de la substància (sovint deguda a la seva insolubilitat en l'aigua)

## Exemple
Un peix petit s'alimenta de plàncton que té petites quantitats de mercuri però al llarg de la seva vida menja molt plàncton que s'acumula al cos del peix. Un peix més gros es menja molts d'aquests peixos petits i, per tant, acumula encara més mercuri.

## Diferències amb la bioacumulació
Encara que de vegases s'usa el terme biomagnificació i bioacumulació de manera intercanviable hi ha una diferència important entre els dos i també en la bioconcentració.
- La Bioacumulació ocorre dins un nivell tròfic, i és l'increment de la substància en determinats teixits dels organismes per l'absorció de l'aliment i el medi ambient.
- La Bioconcentració es defineix com la que ocorre quan la ingestió des de l'aigua és més gran que l'excreció (Landrum and Fisher, 1999)

Així la bioconcentració i la bioacumulació ocorre dins l'organisme, i la biomagnificació ocorre a través dels nivells de la cadena alimentària.
La biodilució és el procés invers i en ella la concentració del contaminant es va fent menor en el seu progrés en la xarxa tròfica.

## Substàncies que es biomagnifiquen
Els dos grups principals són substàncies lipofíliques i no es degraden fàcilment. Les substàncies químiques orgàniques d'obtenció nova no es degraden fàcilement perquè els organismes vius no n'han estat prèviament exposats i no han desenvolupat una detoxificació específica i els mecanismes d'excreció. Aquest tipus de substàncies es coneixen com a POPs 'persistent organic pollutants', contaminants orgànics persistents.
Els metalls no són degradables perquè són elements químics. Els organismes poden tenir mecanismes per segrestar o excretar metalls però el problema sorgeix quan es presenten conscentracions més altes que les normals.